# Myrmechis kinabaluensis
Myrmechis kinabaluensis är en orkidéart som beskrevs av Cedric Errol Carr. Myrmechis kinabaluensis ingår i släktet Myrmechis och familjen orkidéer. Inga underarter finns listade i Catalogue of Life.